# Pseudoextinción
Pseudoextinción (del griego ψεῦδο=pseudo=falsa y extinción), es decir, falsa extinción. Puede hacer referencia a varios fenómenos relacionados con la extinción de especies o grupos taxonómicos enteros.

## Significados
- Puede referirse en su sentido clásico, a una especie que ha desaparecido, pero dejando especies descendientes o hijas que han evolucionado desde su especie madre, con la mayor parte de la información genética de esta última, de tal forma que aunque la especie ascendiente se extinga, su descendiente puede seguir existiendo. Ejemplo de esto son las aves, que evolucionaron de un grupo mayor extinto como lo son los dinosaurios. En esta acepción, pseudoextinción es sinónimo de extinción filética.[1]

- Un nuevo significado que ha tomado la palabra pseudoextinción hace referencia a extinciones recientes. Cuando un animal se considera extinto por la comunidad científica y posteriormente se descubre que esta especie realmente no estaba extinta, se habla también de pseudoextinción.